# Spongia illawarra
Spongia illawarra är en svampdjursart som först beskrevs av Thomas Whitelegge 1901.  Spongia illawarra ingår i släktet Spongia och familjen Spongiidae. Inga underarter finns listade i Catalogue of Life.